# Нечто, которое не могло умереть
«Существо, которое не могло умереть» (англ. The Thing That Couldn't Die, фр. Le Décapité Vivant) — американский фильм ужасов 1958 года режиссёра Уилла Коэна по рассказу Дэвида Дункана The Water Witch.

## Сюжет
Действие фильма развивается на небольшом ранчо, в Калифорнии. В поисках грунтовых вод хозяйка ранчо миссис Макинтайр привлекает свою племянницу Джессику Бёрнс, которая обладает способностями к биолокации. Но вместо того, чтобы вырыть колодец, работники миссис Макинтайр выкапывают странный сундук, датированным 1579 годом. Имея дар предвидения, Джессика предупреждает, что сундук несет в себе печать зла, и его нельзя не только открывать, но даже нести в дом. Однако никто её не слушает. Ночью жадный работник Бойд подговаривает другого рабочего, умственно-отсталого парня, Майка, вскрыть сундук. Что Майк и делает в одиночку. В сундуке оказывается голова казненного в XVI веке колдуна Гидеона Дрю, которая оказывается жива и быстро берет под контроль слабоумного Майка. Теперь злодею нужно найти своё тело, что восстать из мертвых, для чего он решает загипнотизировать Джессику.

## В ролях
- Уильям Рейнольдс — Гордон Хоторн
- Андра Мартин — Линда Мэдисон
- Джеффри Стоун — Хэнк Хьюстон
- Кэролин Кирни — Джессика Бёрнс
- Пегги Конверс — Флавия Макинтайр
- Робин Хьюз — Гидеон Дрю
- Джеймс Андерсон — Бойд Эберкромби
- Чарльз Хорват — Майк
- Форрест Льюис — Джулиан Эш
- Джордж Александр (не указан в титрах)
- Фил Харви — Кеннеди (не указан в титрах)
- Томас Браун Генри — Флетчер (не указан в титрах)
- Стюарт Уэйд — Суонсон (не указан в титрах)

## Интересные факты
- Фильм был издан в рамках проекта Mystery Science Theater 3000
- В разных странах он выходил по разными названиями, например во Франции вышел как Le Décapité Vivant (Оживший обезглавленный)